# Savage Island (1985)
Savage Island is een Amerikaanse-Italiaanse-Spaanse actie-misdaad-dramafilm uit 1985 geregisseerd door Nicholas Beardsly en geproduceerd door Empire Pictures. In feite is de film een hermontage van de Italiaanse/Spaanse films Orinoco - Prigioniere del sesso (Engelse titel: Hotel Paradise) en Femmine infernali (Engelse titel: Escape from Hell) aangevuld met nieuw beeldmateriaal waarin Linda Blair voorkomt. De film werd slecht onthaald.

## Synopsis
In Zuid-Amerika worden in een smaragdmijn slavinnen als arbeidsters gebruikt. De slavinnen worden bevrijd door juwelensmokkelaars vermomd als militairen.

## Rolverdeling
| Acteur              | Personage         |
| ------------------- | ----------------- |
| Anthony Steffen     | Laredo            |
| Ajita Wilson        | Marla             |
| Cristina Lay        | Muriel            |
| Linda Blair         | Daly              |
| Leon Askin          | Luker             |
| Stelio Candelli     | Jordan            |
| Luciano Rossi       | Cesare            |
| Aldo Minandri       | Ruiz              |
| Cintia Lodetti      | Lorna             |
| Luciano Pigozzi     | Paco              |
| Serafino Profumo    | Tomas             |
| Penn Jillette       | Beveiligingsagent |
| Dirk Kancilia       | Bodyguard         |
| Franco Daddi        | Gevangenisbewaker |
| Yael Forti          | Gevangenisbewaker |
| Maite Nicote        | Gevangene         |
| Gota Gobert         | Gevangene         |
| Zaira Zoccheddu     | Gevangene         |
| Adelaide Cendra     | Gevangene         |
| Valeria Magrini     | Gevangene         |
| Maristella Greco    | Gevangene         |
| Angela Martinelli   | Gevangene         |
| Gilberto Galimberti | Gevangene         |
| Anna Maria Panaro   | Gevangene         |
| Bill Barr           | Voice-over        |
| Jeff Eckert         | Voice-over        |
| Barry Fisher        | Voice-over        |
| Ellen Felker        | Voice-over        |

## Prijs
| Wedstrijd                    | Categorie     | Ontvanger(s) | Resultaat | Ref.   |
| ---------------------------- | ------------- | ------------ | --------- | ------ |
| Golden Raspberry Awards 1986 | Worst Actress | Linda Blair  | Gewonnen  | [ 11 ] |